# Landkreis Saaz

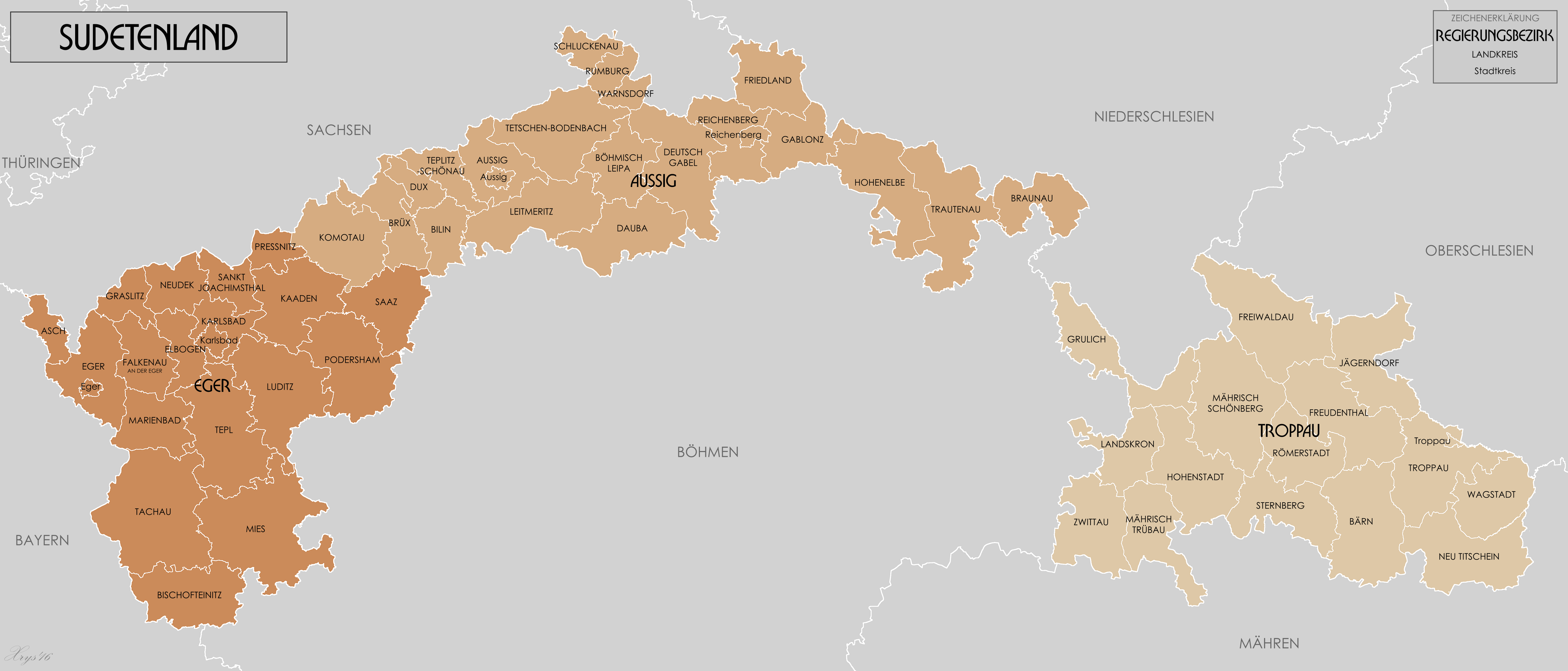
Verwaltungskarte des Reichsgaus Sudetenland

Der deutsche Landkreis Saaz bestand in der Zeit zwischen 1938 und 1945 im vom Deutschen Reich annektierten Sudetenland bzw. Reichsgau Sudetenland. Er umfasste am 1. Januar 1945:
- die beiden Städte, Postelberg und Saaz
- 71 weitere Gemeinden.

## Verwaltungsgeschichte
Vor dem Münchner Abkommen vom 29. September 1938 gehörten die politischen Bezirke Rakovnik und Žatec zur Tschechoslowakei. In der Zeit vom 1. bis 10. Oktober 1938 besetzten deutsche Truppen das Sudetenland. Der zu Deutschland gekommene Teil des politischen Bezirkes Rakonitz – ohne die gleichnamige Stadt – umfasste Teile des Gerichtsbezirks Rakonitz. Der politische Bezirk Saaz umfasste die Gerichtsbezirke Postelberg und Saaz. Seit dem 20. November 1938 führten beide politischen Bezirke die Bezeichnung „Landkreis“. Sie unterstanden bis zu diesem Tage dem Oberbefehlshaber des Heeres, Generaloberst Walther von Brauchitsch, als Militärverwaltungschef.
Tags darauf wurde der Landkreis Saaz und Teile von Rakonitz förmlich in das Deutsche Reich eingegliedert und kam zum Verwaltungsbezirk der Sudetendeutschen Gebiete unter dem Reichskommissar Konrad Henlein.
Sitz der Kreisverwaltung wurde die Stadt Saaz.
Ab dem 15. April 1939 galt das Gesetz über den Aufbau der Verwaltung im Reichsgau Sudetenland (Sudetengaugesetz). Danach wurden der Landkreis Saaz und Teile von Rakonitz in den neuen Regierungsbezirk Eger des Reichsgaues Sudetenland eingegliedert. Sitz des Regierungspräsidenten war Karlsbad.
Nach der Neugliederung der teilweise zerschnittenen Kreise im Sudetenland zum 1. Mai 1939 blieb der Landkreis Saaz in seinen bisherigen Grenzen erhalten. Er wurde um den gesamten Restkreis Rakonitz erweitert.
Der Landrat Johann Czapka erschoss sich am 10. Mai 1945, als die Rote Armee Saaz besetzte.
Seit Mai 1945 gehörte das Gebiet zunächst wieder zur Tschechoslowakei. Die Mehrheit der Deutschen wurde aufgrund der Beneš-Dekrete vertrieben. Seit 1993 ist es ein Teil der Tschechischen Republik.

## Landräte
1939–1945: Johann Czapka

## Kommunalverfassung
Bereits am Tag vor der förmlichen Eingliederung in das Deutsche Reich, nämlich am 20. November 1938, wurden alle Gemeinden der Deutschen Gemeindeordnung vom 30. Januar 1935 unterstellt, welche die Durchsetzung des Führerprinzips auf Gemeindeebene vorsah. Es galten fortan die im bisherigen Reichsgebiet üblichen Bezeichnungen, nämlich statt:
- Ortsgemeinde: Gemeinde,
- Marktgemeinde: Markt,
- Stadtgemeinde: Stadt,
- Politischer Bezirk: Landkreis.

## Gemeinden
Gemeinden im Landkreis Saaz:
- Bezdiek – Bezděkov
- Dobritschan – Dobřicany
- Drahomischl – Drahomyšl
- Dreihöf – Záhori
- Dubschan – Dubcany
- Groß Lippen – Lipno
- Groß-Tschernitz – Velká Černoc
- Horatitz – Horetice
- Holtest – Holedeč
- Kaunowa – Kounov
- Klitschin – Kličin
- Klein Holletitz – Holedeček
- Klutschkau – Klucek
- Kutterschin – Chuderin
- Libeschitz, Marktgemeinde – Liběšice
- Liebotschan – Libočany
- Litschkau – Ličkov
- Lippenz – Lipenec
- Lischan – Lišany
- Michelob, Marktgemeinde – Měcholupy
- Miltschowes – Milceves
- Miloschitz – Milošice
- Münitz – Minice
- Netschenitz – Nečemice
- Nehasitz – Nehasice
- Neusattel – Nové Sedlo
- Ploscha – Blažim
- Pressern – Březany
- Pröhlig – Přivlaky
- Reitschowes – Radičeves
- Ribnian – Rybinany
- Salesel – Zálezly
- Saluschitz – Zálužice
- Satkau – Sádek
- Schaboglück – Žabokliky
- Schellesen – Železná
- Schießelitz – Žiželice
- Schünau – Cinov
- Sedschitz – Sedcice
- Sellowitz – Selibice
- Seltsch – Želec
- Stankowitz – Staňkovice
- Stecknitz – Stekník
- Straupitz – Stroupeč
- Swojetin – Svojetín
- Teschnitz – Deštnice
- Tattina – Tatinná
- Trnowan – Trnovany
- Tscheraditz – Čeradice
- Tscheskonitz – Treskonice
- Trusenz – Truzenice
- Tronitz – Stránky
- Tuchorschitz – Tuchořice
- Twerschitz – Tvršice
- Weberschan – Břvany
- Wedruschitz – Větrušice
- Welchau – Velichov
- Weletitz – Veletice
- Wellhütten – Lhota
- Welmschloß – Velemyšleves
- Widobl – Vidovle
- Wischkowa – Výškov
- Wittosess – Bitozeves

## Ortsnamen
Es galten die bisherigen Ortsnamen weiter, und zwar in der deutsch-österreichischen Fassung von 1918.